# Campichoeta flavicauda
Campichoeta flavicauda är en tvåvingeart som beskrevs av Papp 2006. Campichoeta flavicauda ingår i släktet Campichoeta och familjen sumpskogsflugor.
Artens utbredningsområde är Thailand. Inga underarter finns listade i Catalogue of Life.